# ماري وليامز
ماري وليامز (بالإنجليزية: Mary Lou Williams)‏ (و. 1910 – 1981 م) هي عازفة بيانو، وملحنة، وعازفة الجاز، وبروفيسورة، من الولايات المتحدة، ولدت في أتلانتا، جورجيا، توفيت في دورهام، كارولاينا الشمالية، عن عمر يناهز 71 عاماً، بسبب سرطان المثانة.

## جوائز
حصلت على جوائز منها:
- زمالة غوغنهايم.

## وصلات خارجية
- ماري وليامز على موقع IMDb (الإنجليزية)
- ماري وليامز على موقع الموسوعة البريطانية (الإنجليزية)
- ماري وليامز على موقع ميوزك برينز (الإنجليزية)
- ماري وليامز على موقع قاعدة بيانات برودواي على الإنترنت (الإنجليزية)
- ماري وليامز على موقع أول ميوزيك (الإنجليزية)
- ماري وليامز على موقع ديسكوغز (الإنجليزية)
- ماري وليامز على موقع ديسكوغز (الإنجليزية)